# Uralsk
Uralsk (kaz. Орал, Orał, ros. Уральск, Uralsk) – miasto w zachodnim Kazachstanie, nad rzeką Ural, położone na granicy dwóch kontynentów: Europy oraz Azji. Ośrodek administracyjny obwodu zachodniokazachstańskiego. 
Uralsk założono w 1584 przez Kozaków jaickich jako Jaick. Od 1775 nosiło nazwę Uralsk, a wraz z uzyskaniem niepodległości Kazachstanu, nazwa kazachska została zmieniona na Orał.
Uralsk jest ośrodkiem handlowo-usługowym, przemysłowym (przemysł metalowy, maszynowy, stoczniowy, skórzany, spożywczy) oraz naukowym. W mieście znajduje się port rzeczny i port lotniczy Orał Ak Żoł, dwie szkoły wyższe, liczne muzea.

## Religie
- Uralsk jest siedzibą eparchii Rosyjskiego Kościoła Prawosławnego (zob. cerkiew Przemienienia Pańskiego).
- Od 2003 działa rzymskokatolicka Parafia Matki Bożej Nieustającej Pomocy.

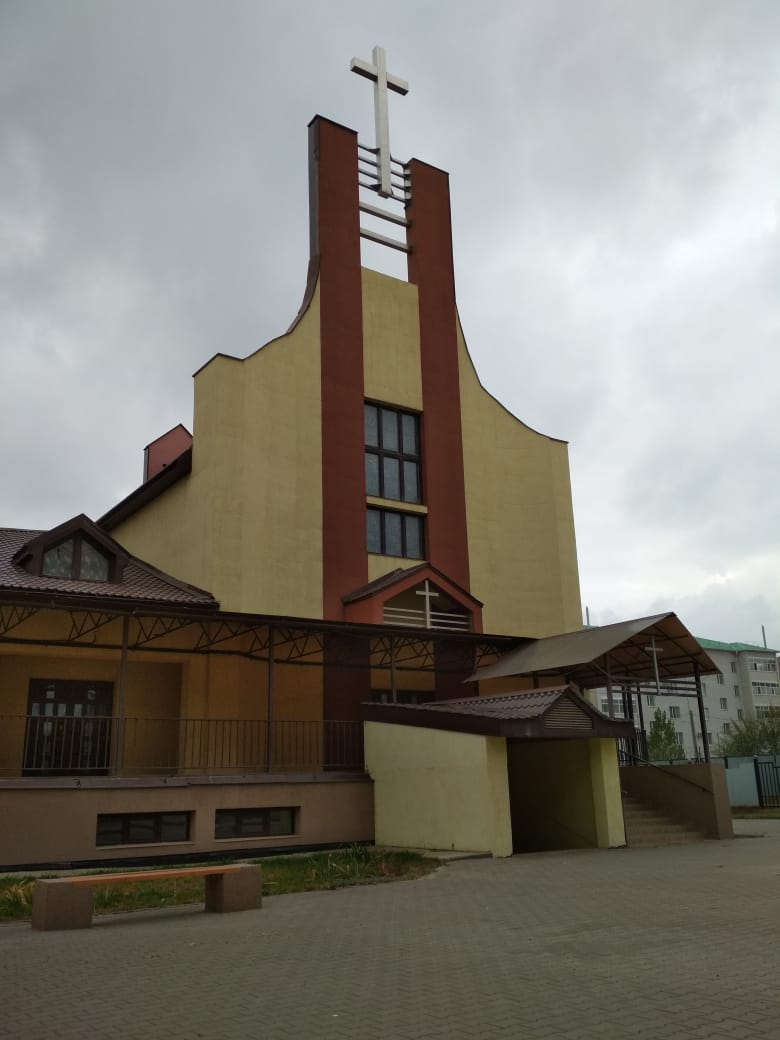
Parafia Matki Bożej Nieustającej Pomocy w Uralsku - widok świątyni z przodu

## Sport
- Akżajyk Orał – klub piłkarski
- Stadion Petra Atojana w Uralsku

## Miasta partnerskie
- Atyrau, Kazachstan
- Ploeszti, Rumunia
- Rostów nad Donem, Rosja